# Râul Izvorul Mare, Izvorul Roșu
Râul Izvorul Mare este un curs de apă, afluent al râului Izvorul Roșu.